# Орёл и решка (фильм)
«Орёл и решка» — российский художественный фильм режиссёра Георгия Данелии, снятый в 1995 году по мотивам повести Владимира Маканина «На первом дыхании».

## Сюжет
Главный герой, инженер-газовик Олег Чагин (Кирилл Пирогов), приезжает с Севера, где зарабатывал деньги на свадьбу, в Москву — по сообщению, что его невеста Лена уже вышла замуж за другого — Вадима Климова. Олег собирается вернуть Лену обратно. Хитростью он устраивается к Лене на работу, но всё безуспешно.
Случайный знакомый — «новый русский» Гоша (Леонид Ярмольник) оставляет Олегу квартиру, так как уезжает по делам в Гонконг. Олег увлекается другой женщиной — Зиной Прищепкиной. У Зины есть бывший муж — зэк, к которому она летит на свидание. Олег сопровождает Зину на самолёте в Сочи (заработанных на Севере денег пока хватает на всё).
Лена попадает в автокатастрофу и оказывается в больнице в тяжёлом состоянии, о чём Олегу сообщает друг. Олег быстро возвращается в Москву, тайком проникает в больницу и узнаёт, что больной Климовой может помочь только очень дорогое лекарство, которое некому купить. Олег покупает это лекарство и передаёт его доктору, лечащему больную Климову. После этого у него украдена куртка, в которой он держал все свои деньги. Теперь ему приходится подрабатывать на разных грязных и тяжёлых работах, пытаясь добыть хоть какие-то средства на существование. Квартиру Гоши Олег сдаёт хитрым цыганам (которые впоследствии, разорив квартиру и не заплатив, сбежали), ему негде жить — он ночует в подъездах и получает крупозное воспаление лёгких.
Случайно ему встречается та самая Зина, которая приводит Олега к себе домой, лечит и ухаживает за ним. Болезнь длится долго, а когда отступает, Олег узнаёт, что Лена уже выписана из больницы, её состояние не было таким тяжёлым, а по иронии судьбы Олег добывал средства на лекарство для однофамилицы мужа Лены, лежавшей в той же палате. Оказалось, Лена не взяла фамилию мужа и оставила себе после замужества свою девичью фамилию. Воодушевлённый, он отправляется к Лене домой, но попадает прямиком на помолвку Лены и хирурга из больницы, в которой она лежала. С Вадимом её любовные отношения окончательно разорваны.
Олег возвращается на Север вместе с Зиной, где она выходит за него замуж. Под влиянием возникшего чувства к спасшей его девушке Олег называет в честь Зины буровую установку «Прищепкиной».

## Информация о фильме
Бюджет картины был небольшим, поэтому на съёмки в Сочи киногруппа вылетела всего на два дня. Эпизоды, связанные с пребыванием героя на Севере, снимали в Новом Уренгое. Для нескольких московских сцен Георгий Данелия и Геннадий Карюк предоставили собственные квартиры.
«Орёл и решка» тяготеет к комедии, однако на одной из пресс-конференций режиссёр назвал свою картину «лекарством против стресса» и это сочетание стало неформальным жанровым определением фильма.

## Отличия от книги
В повести действие происходит ещё в советские времена, тогда как в фильме оно перенесено уже в 1990-е годы. Девушку главного героя в фильме зовут Елена, в книге — Галина. Сюжетная линия о том, как Олег, ни о чём не подозревая, по ошибке помогал с лекарством и дорогостоящей операцией не своей возлюбленной, а однофамилице её мужа, в повести отсутствует. Если по финалу фильма становится ясно, что в итоге Олег и Зинаида поженились, уехав на его место работы на Север, то в книге главный герой просто попрощался с девушкой, вернувшись в свой маленький городок, к прежнему начальнику, с которым поссорился в самом начале повествования из-за письма друга, где Олег узнал, что его невеста вышла замуж.

## В ролях
- Кирилл Пирогов — Олег Чагин
- Полина Кутепова — Зина Прищепкина
- Олег Басилашвили — Валентин Петрович Савицкий, профессор
- Станислав Говорухин — Зосима Петрович, начальник «Газпрома»
- Леонид Ярмольник — Гоша, новый русский
- Иван Рыжов — Тимофеич, представитель «Газпрома» в Москве
- Сергей Швыдкой — Андрей, друг Чагина
- Наталья Рассиева — Лена Колычева, невеста Чагина
- Геннадий Назаров — Вадик Климов, муж Лены
- Ирина Шеламова — Лариска, двоюродная сестра Зины
- Галина Петрова — Клавдия Климова, соседка Лены по палате
- Юрий Рост — участковый терапевт
- Нина Гребешкова — соседка Лены по палате

### В эпизодах
- Игорь Верник — Феликс Бармаков, олигарх, приятель Чагина
- Роман Мадянов — муж Климовой
- Екатерина Жемчужная — цыганка
- Фёдор Куйбида — Анатолий Васильевич, хирург
- Ольга Машная — Антонина, медсестра
- Зоя Исаева — Федулова, пенсионерка, майор милиции в отставке
- Елена Анисимова — санитарка
- Виталий Макаров — Фёдоров, санитар
- Марианна Шульц — Маша, жена Андрея
- Наталья Позднякова — коллега Лены
- Анатолий Калмыков — охранник в больнице
- Карэн Бадалов — муж Лариски
- Алиса Богарт — стюардесса (в титрах Анна Богачёва)
- Игорь Ветров — сержант милиции
- Андрей Казаков — сосед Чагина в самолёте
- Ярослав Бойко — водитель Бармакова
- Егор Пазенко — охранник Бармакова
- Павел Сафонов — Валентин, милиционер
- Юрий Степанов — Герасим, работник «Газпрома»
- Рене Хобуа — не снимался в фильме, хотя присутствует в титрах
- Георгий Данелия — инженер-конструктор (нет в титрах)

## Съёмочная группа
- Авторы сценария: Георгий Данелия, Сергей Дернов
- Режиссёр-постановщик: Георгий Данелия
- Оператор-постановщик: Геннадий Карюк
- Художник-постановщик: Юрий Кладиенко
- Продюсер: Аркадий Стариковский
- Композитор: Гия Канчели
- Дирижёр: Сергей Скрипка

## Награды
- Государственная премия Российской Федерации в области киноискусства 1996 года (29 мая 1997 года) — Георгию Данелии за художественные фильмы «Паспорт», «Настя», «Орёл и решка»[4].
- 1997 — Главный приз международного фестиваля фильмов о любви «Love is Folly» в Варне (Болгария)[5].
- 1996 — Открытый российский кинофестиваль «Кинотавр» — специальный приз жюри[6].
- 1995 — Диплом кинопрессы за лучший актёрский дебют 1995 года — Кириллу Пирогову.
- 1996 — РКФ «Литература и кино» в Гатчине — Большой приз жюри — Кириллу Пирогову[7].